# Dýjafjallshnjúkur
Dýjafjallshnjúkur är en bergstopp i republiken Island. Den ligger i regionen Norðurland eystra, i den centrala delen av landet, 240 km nordost om huvudstaden Reykjavík. Toppen på Dýjafjallshnjúkur är 1 445 meter över havet.
Trakten runt Dýjafjallshnjúkur är nära nog obefolkad, med mindre än två invånare per kvadratkilometer. Trakten runt Dýjafjallshnjúkur består i huvudsak av gräsmarker.